# جوان آكر
جوان آكر (بالإنجليزية: Joan Acker)‏ هي عالمة اجتماع أمريكية، ولدت في 18 مارس 1924 في إلينوي في الولايات المتحدة، وتوفيت في 22 يونيو 2016.